# Liste der Monuments historiques in Commentry
Die Liste der Monuments historiques in Commentry führt die Monuments historiques in der französischen Gemeinde Commentry auf.

## Liste der Objekte
- Monuments historiques (Objekte, z. B. Gemälde, Skulpturen, Altäre etc.) in Commentry in der Base Palissy des französischen Kultusministeriums

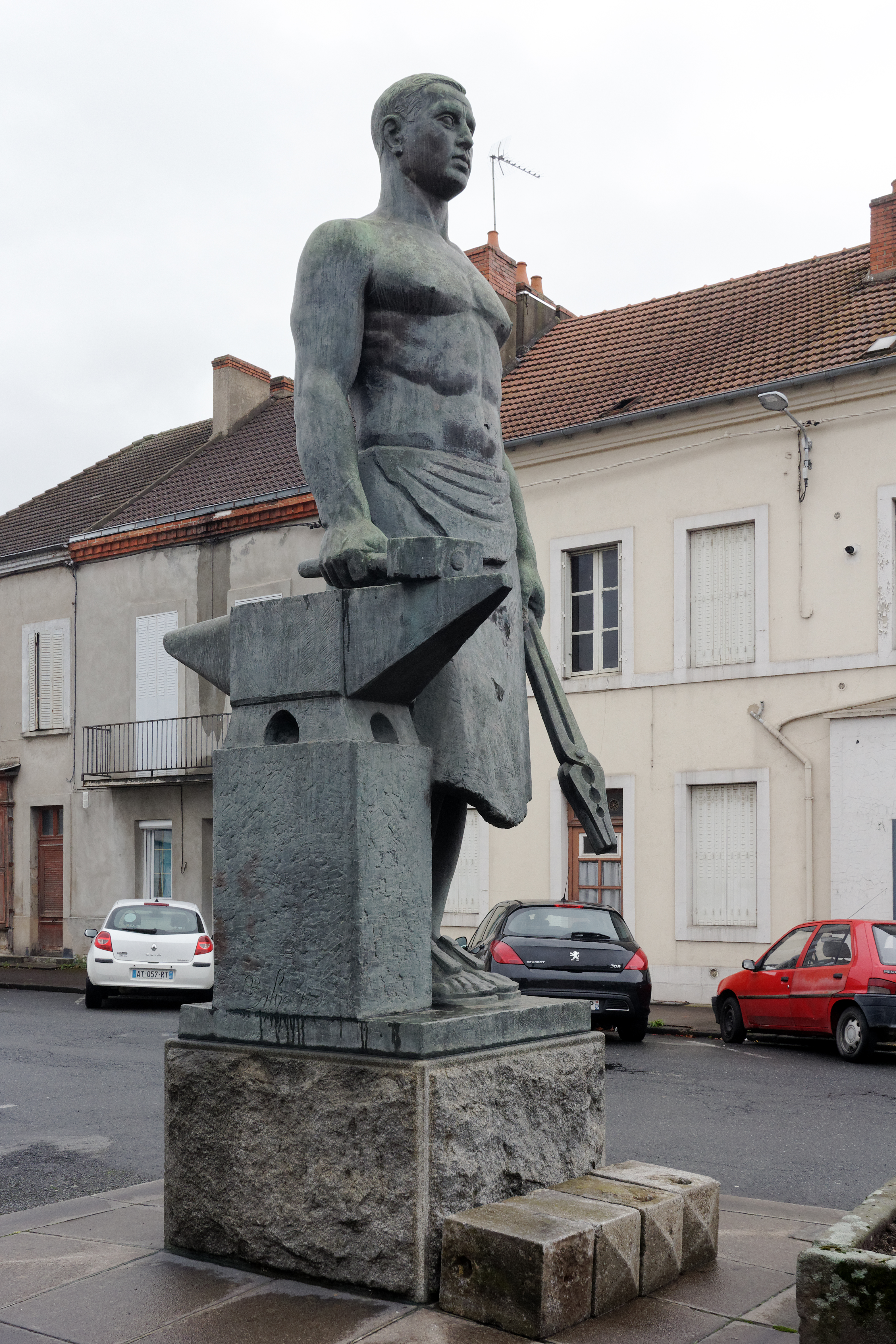
Statue Schmied von Paul Sylvestre (Monument historique)
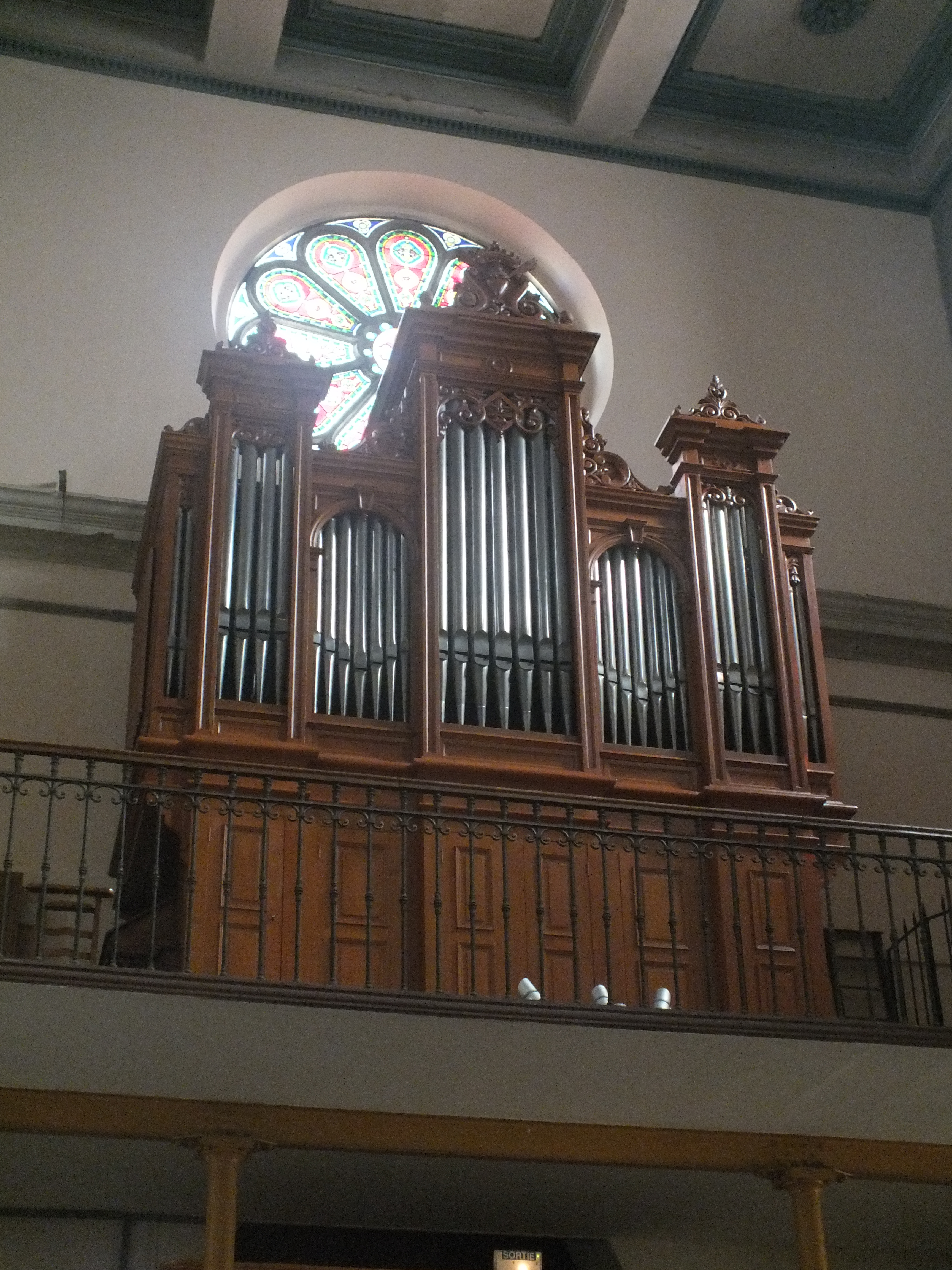
Orgel von Joseph Merklin (Monument historique)